# Евдокия Попадинова
Евдокия Димитрова Попадинова е българска футболистка, национална състезателка.

## Кариера
Родена е на 26 октомври 1996 година в град Хаджидимово, България.  Играе за „Спортика“ (Благоевград). След това подписва договор с английския „Бристъл Академи“, като така става първата българска футболистка, която участва в Женската супер лига. През март 2016 година Попадинова подписва с „Лондон Бийс“, играещ във Втора женска суперлига. Играе също в елитните италиански „Наполи“, „Лацио“ и други отбори. От август 2024 година играе за „Бризбън Роър“ (Австралия).

## Национален отбор
Попадинова дебютира за националния отбор на България на 20 август 2013 година, при гостуването в Скопие в приятелски мач с Република Македония, завършил с победа за „лъвиците“ с 4:2, като в 67-ата минута отбелязва и своя първи гол за 4:1.

## Успехи
- Студентски шампион на САЩ (1): 2016
- № 1 в женския футбол за 2020 година